# 파로호 전투
파로호 전투(한국 한자:破虜湖 戰鬪)는 1951년 5월 26일부터 5월 28일까지 중국인민지원군, 조선인민군 연합군과 대한민국 국군 제6사단이 강원도 화천군 화천호 일대에서 벌인 전투이다. 춘계공세의 일환이었던 용문산 전투에서 중국인민지원군이 큰 피해를 입은 후 후퇴를 시작하자, 대한민국 제6사단의 장도영 준장은 후퇴하는 중국인민지원군을 쫓아 용문산에서 약 73km 떨어진 화천댐 일대까지 중국인민지원군을 추격했다. 중국인민지원군은 화천호 일대에 고립되었고 미국 공군의 지원을 받은 대한민국 제6사단은 중국인민지원군 제63군을 궤멸시켰다.
화천호는 이 전투 이후 이승만 대통령이 직접 파로호로 이름을 바꾸고 파로호 전투에 대한 기념비를 건립했다.

## 명칭
용문산 전투의 결과와 연계된 전투여서 둘을 한데 묶어서 "용문산-파로호 전투"라고 부르거나, 완전히 용문산 전투의 예하 전투로 보는 경우가 있다. 육군 본부가 발간한 보고서에는 "지암리·파로호 전투"라는 이름으로 기록되었다. 그러나 한국민족문화대백과사전, 네이버 지식백과 등에서는 이 전투를 파로호 전투라고 적어두었다.

## 배경
유엔군의 제3차 반격작전 계획에 따라 미국 제9군단은 5월 20일 화천 탈환을 목표로 삼았다. 화천 탈환을 위해 미국 제9군단은 미국 제24사단, 대한민국 국군 제2사단, 대한민국 국군 제6사단, 미국 제7사단을 . 미 제9군단에 부여된 임무는 신속한 화천 점령으로 중공군의 5월 공세 때 속사리까지 진출한 적의 퇴로를 차단하는 것이었다. 화천을 향해 진격하던 미 제9군단은 5월 25일 춘천 방면과 속사리 방면에서 후퇴하는 중공군이 화천 일대에 집결하고 있다는 항공관측 보고를 받았다. 미 제9군단장은 적이 통과할 군단의 최종 목표인 화천저수지 서쪽의 도로 교차점을 조기에 점령, 적의 퇴로를 차단하기 위해 미 제24사단 제21연대, 미 제7사단 제17연대, 국군 제6사단 제19연대를 투입했다.

## 전투 및 결과
5월 20일, 국군 제6사단(2연대, 7연대, 19연대)은 곧바로 추격을 시작했다. 양평에서 출발해 가평, 춘천을 거쳐 화천발전소에 이르는 약 60km를 진격하며 인민지원군을 몰아냈다. 이 과정에서 인민지원군은 큰 피해를 입었고, 화천호에 도달했을 때 퇴로가 차단됐다.
한국군 제6사단은 미군 제9군단의 화천 진격 작전에 참여하여 북한강 서쪽의 계관산-북배산-가덕산-지암리를 공격하기로 결정되었다. 5월 25일 오전, 제6사단은 제2연대와 제7연대가 중공군의 방어 거점인 계관산-북배산의 고지대를 공격하는 동안 제19연대를 북배산 후방으로 우회시켜 퇴로를 차단하도록 명령했다. 미군 제9군단은 항공 정찰을 통해 제10군 작전 지역에서 빠져나온 중공군 약 1만명과 다수의 차량 및 야포가 긴 행렬을 이루며 화천댐(파로호) 남쪽을 지나 화천으로 향하고 있다는 보고를 받자, 제19연대에게 지암리를 서쪽에서 공격하도록 지시하고, 제6사단 주력 부대를 춘천에 집결시켜 한국군 제7사단과 함께 화천댐을 공격하게 했다.
5월 27일, 미군의 포격과 공습 지원 아래 제6사단 주력은 공격을 개시하여 중공군 제63군의 저항을 격퇴하고 구만리 발전소-병봉산을 연결하는 캔자스 라인으로 진출했다. 한국군 제6사단은 도주하는 중공군을 계속 추격했고, 장도영이 이끈 제6사단은 중공군에 큰 타격을 입혀 중공군에서 2만 명 이상의 사망자와 2,617명의 포로가 발생했다.
당시 상황에 대해 장도영 준장은 "후퇴하는 중공군을 추격하는 동안 길가에 웅크리고 있던 중공군 병사들을 쓰레기를 줍는 것처럼 트럭에 실었다. 우리 군 소대 규모 부대가 적 대대 규모 부대를 포로로 잡는 진풍경이 벌어졌다"고 증언했다. 5월 28일, 한국군 제6사단은 화천댐 서쪽으로 진출하여 중공군 주력이 후퇴한 것을 확인했다. 그러나 목표였던 화천 점령이 크게 지연되면서 중공군을 완전히 포위하는 데에는 실패했다.

## 이후
화천호 근방에서 조선인민군 및 중국인민지원군 24,000여명을 사살하고 전사자 시체를 화천호에 수장(水葬)시킨 대승을 기념하기 위해, 1955년 11월 18일 이승만 대통령이 화천호를 "오랑캐를 무찌른 호수"라는 뜻의 파로호(破虜湖)로 명명하고 성대한 명명기념비 제막식을 성대하게 거행하였다.

## 같이 보기
- 용문산 전투